# Museo archeologico nazionale di Cosa
Il Museo archeologico nazionale di Cosa si trova ad Ansedonia, nel comune di Orbetello nella maremma toscana. Il museo raccoglie dei reperti rinvenuti nell'area archeologica di Cosa al cui interno si trova.
Dal dicembre 2014 il Ministero per i beni e le attività culturali lo gestisce tramite il Polo museale della Toscana, nel dicembre 2019 divenuto Direzione regionale Musei.

## Storia
Il Museo è stato realizzato grazie alla collaborazione fra lo Stato Italiano e l’American Academy in Rome. La lapide marmorea posta all’ingresso del museo ricorda coloro che ne hanno permesso la nascita: la marchesa Rita San Felice, Frank Brown, Giacomo Caputo, Guglielmo Maetzke e Francesco Nicosia.
La sua creazione fu di quasi trent’anni successiva alla prima campagna di scavo, avvenuta nel 1948. Al tempo i materiali furono custoditi in un piccolo edificio moderno che si trovava sull’Arce di Cosa, ma F. Brown volle fin da subito realizzare un museo locale, dove esporre e custodire i numerosi reperti rinvenuti. Alla fine degli anni Settanta, dunque, fu costruito un nuovo edificio per il Museo all’interno delle mura romane, sopra la Casa del Tesoro di cui sfrutta fondamenta e pianta. L’insula corrispondente, compresa tra le strade 4, 5, M e N, è stata ampiamente indagata e ha permesso di riportare alla luce anche la Casa dello Scheletro e la Casa degli Uccelli. Originariamente dotato di una sola sala, nel 1997 il Museo aggiunse altri due vani, dedicati rispettivamente all’area del porto e alle fasi di frequentazione più tarda della città e ad una piccola aula didattica.

## Reperti di uso domestico

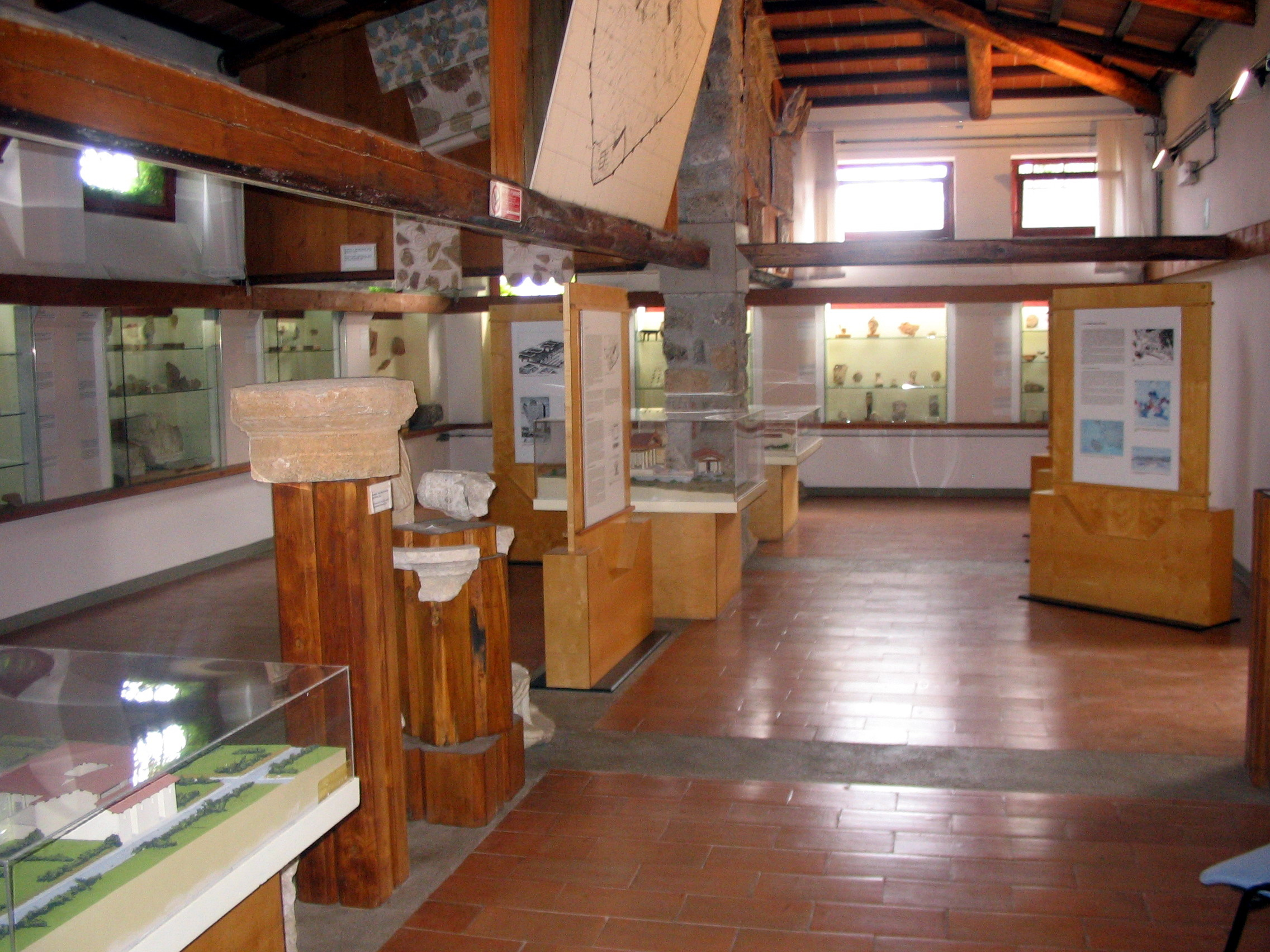
Interno

### Ceramica
Larga parte dello spazio espositivo interno al museo è dedicato al materiale ceramico suddiviso per classi e aree di provenienza: ceramica a vernice nera, sigillata, ceramica italo- megarese, ceramica a pareti sottili e ceramica comune.
- La ceramica a vernice nera, proveniente dalle abitazioni della città, comprende vasellame da mensa datato tra il III e il I secolo a.C. Tra i piatti ve n’è un esemplare con fondo decorato a rosette impresse a stampo e l’iscrizione graffita “SAL”. Vi sono poi le patere, piatti poco profondi con rialzo ombelicale cavo utilizzati durante libagioni rituali. Infine sono esposte le pissidi.
- Tra la ceramica sigillata è uno skyphos di età giulio-claudia, un vaso di ispirazione greca dotato, in questo caso, di due anse ad anello: presenta una decorazione a tema erculeo: una pelle di leone e una clava all’interno di una cornice di rosette e volute. Di particolare interesse è la coppa con sigillo in planta pedis, ovvero a impronta di piede. Il bollo al suo interno reca la firma di Sex. Murrius Festus, il vasaio attivo dal 50 d.C. circa.
- Altra classe ceramica esposta al Museo di Cosa è l’italo-megarese, caratterizzata da coppe emisferiche prive di piede e realizzate a matrice, che trae origine dall’omonima produzione greca, nata a imitazione delle coppe argentee ellenistiche. A questa classe appartiene una coppa, decorata con rosone centrale da cui si diramano foglie di acanto e tralci vegetali, datata tra il II e il I secolo a.C.
- I vasi potori rientrano nella classe delle pareti sottili ed erano destinati al consumo di
liquidi. A questi appartengono due esemplari restaurati: il primo presenta un corpo globulare con anse ad anello e una decorazione a diamanti, il secondo, invece, è emisferico, decorato a ragnatela e si data al più tardi all’inizio del regno dell’imperatore Claudio.
- Infine, l’ultima classe esposta è la ceramica comune, di uso quotidiano, tra cui brocche, pentole, olle e piccole anfore. A queste forme si aggiungono una serie di bottiglie fusiformi di varie dimensioni e un tegame dotato di tre piedi, funzionale alla cottura dei pasti direttamente sul fuoco.
Separata da quella di epoca romana, vi è una sezione dedicata ai materiali pertinenti ai periodi tardoantico e medievale.
Per la tarda antichità si possono osservare manufatti ceramici che, in questo caso, non provengono da contesti domestici, bensì dal sacello di Liber Pater. Vi sono numerose lucerne, testimoni di un culto pagano notturno, recipienti per la preparazione e il consumo di cibo, e vasellame rituale. Quest’ultima categoria comprende recipienti crateriformi (è possibile che fossero impiegati per la mescita del vino) con superficie decorata da particolari appliques fittili conformate a serpente.
Tra i reperti medievali, invece, si trovano maioliche arcaiche e ceramica invetriata, datate tra XII e XIV secolo d.C. e rinvenute entro la cisterna del castello sulla Collina Orientale.

### Lucerne
Le lucerne sono uno degli strumenti più comuni di epoca romana. Nel corso del tempo, le tre parti principali che compongono questo oggetto – corpo, ansa, beccuccio – hanno subito notevoli trasformazioni. Per questo motivo, spesso, hanno un ruolo rilevante nella definizione cronologica dei vari contesti di ritrovamento. Tra quelle esposte, particolarmente interessante è l’esemplare con sette beccucci e ansa con presa lunata.

### Vetri
La quasi totalità dei manufatti vitrei, rinvenuti in grande quantità durante gli scavi, sono frammentari. Questi materiali risalgono per la maggior parte ad epoca romana (seconda metà II sec. a.C.- prima metà V sec. d.C.), ma ve ne sono anche di periodo Ellenistico e Medievale. Tra i reperti di epoca romana si trovano vetri di finestre, piccoli oggetti circolari (forse pedine da gioco), parti di gioielli e tessere di mosaico. Spicca per colorismo una coppa emisferica a strisce policrome frammentaria, databile probabilmente al periodo augusteo, realizzata fondendo barrette di vetro colorate poste l'una accanto all'altra a formare un disco. Un altro manufatto di grande importanza, mancante della parte superiore, è il simpulum, un tipo di mestolo utilizzato per attingere il vino da contenitori profondi, realizzato in vetro blu e databile al I sec. d.C..
Sono presenti anche altre forme, come unguentari, coppe non decorate e piatti.

### Oggetti in osso, avori e bronzi
Sono numerosi gli strumenti realizzati in osso animale o metallo legati alla vita domestica e alle attività quotidiane. Si osservano oggetti legati alla cura della persona, soprattutto ad uso femminile, alle attività domestiche, all’abbigliamento e alla scrittura.
Tra i materiali in osso e avorio si osservano alcuni spilloni o aghi crinali, aghi da cucito, bobine per il filo e stili per la scrittura.
Gli spilloni erano utilizzati per realizzare o sostenere le acconciature femminili. Una lavorazione incompleta può indicare che lo spillone era utilizzato solo in fase di messa in piega, mentre lavorazioni o decorazioni particolari o le ridotte dimensioni (in modo che l’ago non fosse visibile all’interno dell’acconciatura) possono suggerire una funzione più prettamente ornamentale.
Alcuni aghi, in osso e in bronzo, comunemente indicati come aghi da cucito, presentano una cruna o due o più fori di diverse dimensioni. Vi sono anche fuseruole, rocchetti e pesi da telaio, riferibili all’attività femminile del cucito, della filatura e della tessitura.
Gli stili, invece, erano utilizzati per la scrittura su tavolette cerate: il corpo presenta una parte più tozza che va assottigliandosi in un’estremità appuntita.
Alcuni strumenti potevano essere utilizzati per l’applicazione del trucco. Lo si può dire di strumenti in osso, tra cui due cucchiai detti ligulae: erano probabilmente destinati al prelievo e alla preparazione del trucco. I cosmetici impiegati erano contenuti in pissidi, cofanetti di cui la piccola figura di Diana che tende l’arco – qui esposta – poteva essere parte della decorazione. Inoltre, vi sono alcuni esemplari appartenenti alla decorazione applicata su oggetti domestici lignei e alcuni dadi (alea) da gioco, un passatempo molto comune in epoca romana.
Gli oggetti metallici comprendono utensili e manufatti di uso comune, strumenti chirurgici e da toilette. Non sempre è possibile identificare la diversità d’impiego.
Tra le fibule ve n’è una del tipo “Aucissa”, un tipo molto diffuso e datato tra la fine del I sec. a.C. e la fine del I sec. d.C circa. Quest’ultima è particolarmente degna di nota poiché fu rinvenuta dagli archeologi nella malta dell’arco di accesso del Capitolium della città, che risulta così databile alla prima età imperiale.
Vi sono poi elementi di chiavistelli e serrature, cardini e chiavi, maniglie, pinzette, fibbie, bracciali e anelli, sigilli, una applique a forma di delfino, parte di un incensiere e parti di una bilancia stadera (ad un solo braccio, differente dalla più comunemente nota bilancia a due piatti, detta trutina o libra). Poi ancora, chiodi, borchiette, alcuni campanellini detti tintinnabula, e una lama di strigile.
Due reperti, che non appartengono ad ambito domestico, sono degni di nota.
Uno è un piccolo bronzetto realizzato in fusione, che rappresenta un giovinetto stante, di gusto ellenistico: è stato rinvenuto tra il materiale di riempimento dei paramenti delle mura cittadine e fece pensare ad una offerta votiva, per invocare la protezione divina sulle mura stesse. Assieme al bronzetto fu ritrovato anche un castone in ametista con la dea Tyche raffigurata su di esso.
Il secondo reperto è la punta metallica di una hasta, con tracce del piombo fuso usato per infiggerla nel terreno. Questo reperto è particolarmente interessante poiché testimonia l’usanza commerciale di piantare una hasta nel terreno davanti all’edificio in cui si sarebbe tenuta una vendita pubblica di beni (vendere “all’asta”).

### Intonaci dipinti
Le pareti interne delle ricche domus aristocratiche e dei più importanti edifici pubblici erano spesso decorate con intonaci dipinti. Non sempre è possibile recuperare questo tipo di decorazione; tuttavia, in alcuni casi, i frammenti di intonaco dipinto raccolti hanno permesso di ricostruire gli schemi decorativi.
All’interno del Museo ne sono esposte alcune porzioni, tra cui alcune appartenenti ad un pannello decorato ad uccelli e motivi vegetali su fondo giallo e cornice blu, proveniente dalla Casa degli Uccelli e risalente al periodo augusteo.
Il pannello più grande, decorato in Primo stile, presenta una decorazione su più livelli: la parte centrale è organizzata per rettangoli verticali, ad imitazione forse di ortostati marmorei. I colori impiegati sono il rosso, il verde e il giallo. Questo pannello appartiene probabilmente alla decorazione dalla Casa dello Scheletro, in particolare al triclinium della domus. È stata proposta una datazione al I secolo a.C.

## Reperti scultorei
Gran parte dello spazio espositivo del Museo è dedicato al materiale scultoreo, per la maggior parte proveniente dall’area del Foro e dell’Arce; è presente anche un numero consistente di reperti dalla Casa di Diana e dal sacello dedicato al culto, si ipotizza, di Liber Pater. Quest’ultimo, costruito nel IV secolo d.C., reimpiegò sculture in marmo tutte precedenti per datazione alla fioritura del santuario. L’ipotesi più plausibile è che si tratti di sculture prelevate dalle rovine delle domus cosane o dalle ville della campagna circostante. Molti di queste sculture, infatti, si adatterebbero meglio ad un contesto domestico rispetto ad uno santuariale o, come nel caso del rilievo con gli attributi di Minerva, ad un contesto bacchico.
Di seguito la descrizione dei reperti, divisi per categorie, più significativi esposti al Museo.

### Rilievi e mobilio
Tra i rilievi, quello con rappresentazione di suovetaurilia] è particolarmente importante. La lastra, realizzata a bassorilievo, raffigura la processione sacrificale che prevedeva l’uccisione di un maiale, una pecora e un toro. Sono rappresentati due vittimari che procedono verso destra portando un toro sacrificale. Il reperto è stato riutilizzato come lapide per una tomba medievale ma in origine è verosimile che appartenesse alla sovrastruttura decorativa di un antico edificio di età giulio-claudia, un altare associato ad uno dei templi dell’Arce.
Interessante è anche il pannello con gli attributi di Minerva, proveniente dal sacello di Liber Pater e datato al I secolo d.C. Verosimilmente questo tipo di rilievo doveva fungere da rivestimento architettonico o da elemento decorativo.

### Piccola statuaria
Tra le erme conservate, tre appartengono alla tipologia con testa barbata di Dioniso, mentre una ci è giunta acefala.
- L’esemplare rinvenuto entro il sacello di Liber Pater è particolarmente interessante: si
tratta di un supporto da tavolino monopode, conformato a erma di Dioniso, realizzato in marmo lunense (I sec. d.C.)
- Il piccolo busto di erma con testa barbata di Dioniso, in marmo giallo antico, è altrettanto interessante poiché potrebbe rappresentare un tentativo di restauro antico: l’esemplare è attaccato con cemento ad un diverso pilastro, di calcare scuro. La datazione proposta si colloca tra la fine del I secolo a.C. e l’inizio del I secolo d.C.
Sono numerosi i reperti che rientrano nella categoria delle teste, busti e torsi. I più importanti sono:
- La Testa di Ercole, in marmo pavonazzetto, proviene dal sacello di Liber Pater e appartiene ad un tipo che risale al IV secolo a.C. (prototipo lisippeo); la realizzazione di questo busto, tuttavia, risale al I sec. d.C.
Dallo stesso contesto provengono anche la Testa di Afrodite e il Busto femminile, interpretato come possibile raffigurazione di Venere.
- La statuetta di Diana è stata rinvenuta all’interno della domus a cui ha dato il nome, la Casa di Diana. Realizzata in marmo bianco a grana molto fine (forse di origine greca), la figura indossa un chitone segnato da pieghe marcate, arricchito da una pelle di cervo che ricopre la schiena e si poggia sulla spalla sinistra.
Dallo stesso contesto proviene anche una statuetta di cane, che si pensa dovesse accompagnare la figura della dea.
Tra i reperti appartenenti alla piccola statuaria, due sono a figura intera:
- La statua stante di Dioniso, con piccolo basamento ovale, proviene anch’essa dal sacello di
Liber Pater; rappresenta Dioniso giovane, con la gamba destra poggiata ad un supporto intorno al quale è avvolto un tralcio di vite. Il modellato è molto morbido e lo stile con cui è resa la figura è stato associato a Prassitele.
Si tratta di un prodotto di alta qualità realizzato a inizio I secolo d.C..
- La statuetta di Pan con le mani legate dietro alla schiena fu rinvenuta sotto le macerie della Basilica ,crollata a seguito del terremoto del 51 d.C. Lo stile, la posa, il modellato della muscolatura di torso ed arti, così come l’espressività del volto, si rifanno allo Stile ellenistico, in particolare a quello dell’Asia Minore occidentale (come Pergamo o Rodi). Si tratta di un prodotto romano, probabilmente di I secolo d.C., utilizzato per decorare un ambiente domestico.

### Grande statuaria
Allestimento interno
All’interno delle sale sono conservati diversi esemplari: una statua maschile acefala seduta e semipanneggiata, modellata sul tipo statuario di Giove Capitolino e risalente al I secolo a.C.; un torso di statua maschile acefala semipanneggiata, identificato con Asclepio e datato al I secolo a.C.; una statua acefala di loricato risalente all’età Flavia; la parte inferiore di una statua maschile, probabilmente un senatore a giudicare dalla tipica scarpa legata alla caviglia, il calceus senatorius; la copia di un ritratto maschile, donato da Giorgio e Gianserio Sanfelice di Monteforte.
Allestimento esterno
- La statua di togato, risalente al I secolo d. C, è stata ritrovata all’interno della Basilica. La figura è stante e con il braccio sinistro doveva muoversi nel gesto dell’adlocutio, probabilmente con in mano un rotolo. Vicino alla gamba destra restano tracce di un elemento ai piedi della figura: doveva trattarsi di uno scrinium, contenitore per i rotoli, oggetto identificativo per una figura pubblica.
- Statua-ritratto risalente al I secolo d.C. ritrovata durante gli scavi della Basilica di Cosa, accanto alla statua di togato. La figura rappresentata è coperta da un pallio drappeggiato in modo complesso e cinto al di sotto del seno.
Entrambe le statue prese fino ad ora in esame, insieme ad un altro frammento non esposto, compongono un unico gruppo statuario risalente al I secolo d.C. che doveva essere posizionato sul fronte scena dell'Odeum di metà I secolo d.C. ricavato nella Basilica. Un’iscrizione riporta che L. Titinius Glaucus Lucretianus fece realizzare queste statue per dedicarle a Nerone, forse per ottenerne il favore.
Il gruppo statuario doveva essere formato da tre figure appartenenti alla famiglia imperiale; al centro doveva trovarsi la statua di Claudio divinizzato (frammento non esposto), da un lato Nerone rappresentato come togato e dall’altra parte Agrippina Minore (la figura palliata).
- Busto ritratto di imperatrice
Datato al I secolo d. C, è stato realizzato in marmo bianco a grana fine. Si presenta molto danneggiato, soprattutto il volto che è completamente distrutto; restano invece tracce di parte della capigliatura e delle orecchie. Poiché il volto non si è conservato, occorre basarsi su ciò che rimane della capigliatura per avanzare un’ipotesi di identificazione. La resa di questa, infatti, è tipica della acconciature femminili durante i regni di Claudio e Nerone; in particolare, questo tipo di capigliatura si riscontra nei ritratti di Agrippina Minore, con cui è stata identificata anche questa scultura.

## Decorazioni dei templi

### Decorazioni architettoniche
L’esposizione delle decorazioni architettoniche dei templi cosani ricalca la posizione originaria dei singoli elementi. Questo tipo di esposizione è molto suggestiva e sicuramente funzionale alla percezione di come dovevano mostrarsi agli occhi degli antichi.
Tempio B o della Concordia
Il Tempio del Foro, fin dalla sua fase originaria (175 a.C. circa), fu dotato di una ricca decorazione architettonica. Tutti i lati del tetto presentavano lastre di rivestimento applicate, con motivo a nastri a croce intervallati a fiori; sui lati lunghi erano sormontate da antefisse con teste di menade e sileno.
Nella parte frontonale, invece, la decorazione era più ricca, con sime fissate sopra le lastre, e cornici rampanti traforate a coronamento finale. Le sime erano decorate a palmette e con una strigilatura nella parte superiore. Le cornici rampanti, invece, presentavano trafori ogivali circolari, sormontati da una fascia a palmette.
Tra la fine del II secolo a.C. e l’inizio del I secolo a.C. si data una ridecorazione, cui si devono nuove cornici rampanti traforate, con motivi a triskelia (simbolo a tre punte ricurve) e a 8 verticale.
Una delle pareti del Museo è dedicata all’esposizione di parte delle decorazioni della fase originaria.
Tempio di Iuppiter
La struttura fu riccamente ornata fin dal principio (240-220 a.C. circa). Lastre di
rivestimento con doppio anthemion con palmette e loti, e fascia strigilata erano applicate lungo i lati del tetto; sopra queste, sui i lati lunghi, erano antefisse con teste di Minerva e Ercole. Sulla fronte, invece, le lastre erano sormontate da sime con strigilatura e fascia a motivo floreale, e da cornici rampanti con trafori ogivali e circolari e una fascia a palmette. Le lastre di rivestimento fissate sotto gli spioventi e alla base del frontone, invece, dovevano essere decorate con nastri incrociati alternati a fiori.
Il restauro datato alla prima metà del II secolo a.C. portò all’introduzione di nuove antefisse con teste di satiri e di nuove lastre di rivestimento con palmette dritte e capovolte applicate sui lati lunghi.
All’architrave, in origine sprovvista di rivestimento, furono fissate lastre con decorazione a palmette addorsate disposte obliquamente e separate da due spirali a S.
Una parete espositiva è dedicata alla fase originaria della decorazione architettonica del tempio.
Capitolium
Il tempio, eretto intorno al 150 a.C., presentava una notevole decorazione architettonica in terracotta, che nel corso del tempo subì numerosi restauri e rifacimenti (dalla fine del II secolo a.C. fino all’età augustea, e poi di nuovo in età giulio-claudia, adrianea e severiana).
La decorazione originale prevedeva lastre di rivestimento lungo il bordo del tetto. Queste erano decorate con palmette dritte e capovolte, e sopra queste, lungo i lati lunghi, erano antefisse con teste di Ercole e Minerva; sulla fronte, invece, erano sormontate da sime strigilate. A coronamento finale del frontone, infine, erano cornici rampanti traforate con motivi centrali a 8 verticale e triskelia, e fascia superiore con palmette e fiori di loto. Sotto gli spioventi erano lastre con palmette dritte e capovolte, dove quelle dritte erano intervallate da teste di satiri e menadi. L’architrave, invece, era rivestita da lastre con palmette addorsate disposte diagonalmente e separate da due spirali a S.
I restauri datati al 120 a.C. e al 100 a.C. non hanno comportato variazioni ingenti. Modifiche maggiori riguardano, invece, gli interventi datati alla fine del primo quarto del I secolo a.C., quando le sime strigilate furono arricchite da una fascia decorata con patere ombelicate e rosette. Le operazioni della metà del I secolo a.C. sono quelle che hanno apportato le novità più consistenti: antefisse con signora degli animali (potnia theron); cornici rampanti traforate con decorazione ad archetti traforati sormontati da una fascia con motivi a fiamma stilizzata e palmette; lastre di rivestimento con teste di Gorgone.
Sono stati rinvenuti, inoltre, sei tipi diversi di Lastre Campana, che probabilmente andavano a sostituire le lastre di rivestimento mancanti o danneggiate.
Due pareti espositive sono dedicate alla decorazione dei lati lunghi e del lato frontonale del Capitolium nella variante di metà del I secolo a.C.
Tempio D o di Mater Matuta
La struttura, eretta tra il 170 e il 160 a.C., fu riccamente decorata fin dalla sua fase originaria.
Lastre di rivestimento con palmette dritte e capovolte erano affisse ai bordi degli spioventi e sotto di essi, e alla base del frontone. Sopra di esse, sui lati lunghi, erano antefisse con teste di menade e giovane satiro. Nella parte frontonale, invece, sopra le lastre di rivestimento erano fissate sime strigilate; a coronamento finale, vi erano cornici rampanti con serie sovrapposte di cerchietti traforati e una fascia decorata a palmette. L’architrave, invece, doveva essere rivestita da lastre con motivo a palmette addorsate e spirale a S.
Al primo quarto del I secolo a.C. risalgono alcune modifiche, tra cui alcune riguardanti la cornice rampante traforata, dove compaiono motivi floreali e a svastica.
Una parete del Museo è dedicata alla decorazione architettonica originaria del Tempio. Tra le antefisse esposte, due di esse appartengono alla decorazione del tempio di Iuppiter, avvenuta in concomitanza con la costruzione del Tempio di Mater Matuta.

### Decorazioni scultoree frontonali
Tra le decorazioni appartenenti al Tempio della Concordia vi è una testa di uomo barbato con berretto frigio e una lastra con parte di un carro, forse pertinente ad un fregio.
Del Tempio di Iuppiter si conserva in particolare il torso acefalo di guerriero corazzato.
Alla decorazione frontonale del Capitolium appartengono alcune teste fittili, tra cui due interpretati come quelli di Iuppiter ed Apollo, e alcuni esemplari a grandezza naturale, tra cui parte di un piede femminile con sandalo e un frammento di testa con treccia e diadema di donna (forse Giunone).
Pertinenti al tempio di Mater Matura sono, infine, una testa femminile frammentaria e frammenti del tiaso marino, con mostri e delfini.

## Reperti numismatici
Le monete esposte ci testimoniano il lunghissimo periodo di utilizzo dell’area del Foro di Cosa, dal momento della sua fondazione al progressivo abbandono.
Nel III secolo a.C., ad alcune colonie di diritto latino fu concesso il diritto di battere moneta propria, secondo prototipi e stili comuni a Roma. Quasi immediatamente dopo la sua fondazione, anche Cosa inaugurò la propria zecca (vedi Monetazione di Cosa), come ci è testimoniato dalla quartuncia in bronzo (n.2) con testa elmata di Minerva, al dritto, e testa di cavallo, al rovescio; si noti la presenza dell’etnico in caratteri dell’alfabeto latino, COSA e COSANO. All’incirca allo stesso periodo appartiene l’oncia fusa con chicco di grano, sia a dritto che a rovescio (n.31), ma emessa da Roma. Nel 211 a.C. Roma iniziò a coniare il denario, (indicato con una X al dritto della moneta), che venne portato a sedici assi nel 118 a.C. Il denario repubblicano esposto (n.18), appartiene a questo periodo cronologico. Il denario repubblicano n.33 è un suberato, ovvero coniato in metallo vile come piombo o rame e successivamente argentato, testimonianza di un primo ed ampio utilizzo della falsificazione numismatica in antichità.
La terza fila di monete esposte fanno tutte parte del sistema monetale imperiale augusteo, basato su aureo, denario e quinario in argento, sesterzio, dupondio, asse, semisse e quadrante (monete in bronzo e oricalco). Per la grande qualità di conservazione, spicca sicuramente il sesterzio dell’imperatore Commodo (n.10), databile al 183 d.C.
La quarta ed ultima fila delle monete in esposizione è pertinente alla fase tardo imperiale, tra cui un antoniniano di Aureliano (n.72).
La moneta più tarda proveniente dal Foro di Cosa è una moneta di Valentiniano II (n.75) databile al 387 d.C.

## Materiale epigrafico

### Epigrafi
A Cosa sono state rinvenute numerose epigrafi, appartenenti a diverse tipologie. Alcune di queste sono esposte al Museo.
Ve ne sono di tipo funerario, in cui le iscrizioni sono di dedica ai propri defunti, tra le quali particolarmente interessante è la colonnina in marmo datata al II secolo d.C.: su questa è incisa la dedica di Nigrio alla compagna Marcellina e fu reimpiegata come acquasantiera nella Chiesa di San Biagio alla Tagliata.
Tra le epigrafi di tipo sacro, si veda il frammento di una vasca iscritta sul suo orlo. Di particolare importanza è un frammento marmoreo trovato nei pressi del Foro, si cui è iscritta una dedica da parte di Zoe Mater a Liber Pater, divinità di origine italica spesso assimilata a Bacco; tale iscrizione potrebbe confermare che il tempio presente nel lato Sud-Est del Foro fosse dedicato a questa divinità.
Vi sono, inoltre, epigrafi di carattere pubblico, tra le quali particolarmente significativa è la lastra marmorea iscritta datata al 235 d.C., che celebra l’attività di restauro di un portico del Foro e dell'Odeum voluta dall’imperatore Massimino il Trace e da suo figlio. Di questo esemplare è importante il fatto che Cosa sia qui denominata res publica, elemento che può aiutare a determinare che tipo di realtà politica vigesse nel III sec. d.C. dopo il lungo abbandono del sito.

### Bolli laterizi
I bolli laterizi, in qualità di manufatti inscritti, rientrano in questa categoria. Tuttavia, l’iscrizione in questo caso non ha scopo celebrativo ma prettamente funzionale.
All’interno del Museo sono esposti cinque differenti bolli su laterizio:
- Il primo reca il nome di Lucius Titinius Glaucus Lucretianus, impresario edile
dell’aristocrazia lunense al tempo di Claudio e di Nerone, che a Cosa sovraintese i restauri
del Capitolium, dell'Odeum e della Casa di Diana.
- Il secondo riporta BELBERAC; rinvenuto nei pressi del Capitolium, sembra attestato solo a
Cosa.
- Il terzo presenta l’iscrizione GAVI ad andamento retrogrado. La gens Gavia è attestata su
tutto il territorio italico, ma in particolar modo in Etruria. Cicerone menziona un P. Gavius in relazione a Cosa; potrebbe così trattarsi di un personaggio cosano proprietario di alcune figlinae locali.
- Il bollo L(ucius) S(estius) è stato attribuito a Lucius Sestius Albinianus Quirinalis, proprietario della Villa di Settefinestre, designato console da Augusto nel 23 a.C.. Egli era produttore di materiale edile e di vino, come attestano i bolli “SEST” sulle anfore.
- Infine l’ultimo bollo riporta PRO(---) CN(ei). F(--- ) S(ervus) ad andamento retrogrado. Forse si tratta di un servo dal nome Pro(---) e del suo padrone Cneus F(---). L’analisi paleografica e l’assenza del cognomen suggeriscono una datazione di I secolo a.C..

## Necropoli
Una piccola sezione è dedicata alle necropoli di Cosa. Sono esposte, oltre alle iscrizioni funebri, una tomba alla cappuccina ricostruita, olle cinerarie e reperti da sepolture a pozzetto. La tomba alla cappuccina, risalente al I secolo a.C., presenta una copertura a doppio spiovente realizzata con coppi e tegole. La particolarità riguarda il tipo di corredo, ricco, di tipo aristocratico, ad accompagnamento di una giovane fanciulla deceduta per malnutrizione. Questo apparente controsenso è stato risolto dalle analisi condotte sulle ossa della giovane, che, fragili ed erose alle estremità, hanno rivelato la presenza di alcuni elementi patogeni, come anemia ed ipoplasia dello smalto dentario: la fanciulla soffriva di una forma di stress nutrizionale o infettivo, e le analisi sul DNA hanno confermato che morì per celiachia.

## Reperti dal porto di Cosa
Questa sezione comprende strumenti da pesca (pesi da rete, ami), parte della decorazione del tempio del porto e numerose anfore da trasporto, di diverse tipologie.
Il tempio portuense era probabilmente dedicato a Nettuno/Poseidone e il busto di guerriero in terracotta qui conservato doveva decorarne il frontone, forse inserito in una scena di combattimento.
Le anfore erano i principali contenitori da trasporto, perciò il loro rinvenimento testimonia chiaramente l’attività commerciale che doveva interessare l’area. Molte tra le anfore esposte appartengono al tipo Dressel 1, il più comune nel periodo tardo-repubblicano. La sua produzione si colloca tra il II e il I secolo a.C. a Cosa. Questa forma era legata al trasporto di vino.
Tra le anfore vinarie vi sono anche quelle greco-italiche, le italiche (Lamboglia 2), le Dressel 2-4 di produzione italica ed ispanica, le Dressel 6 italiche, le anfore galliche (Gauloise 4).
Vi sono anche anfore per il trasporto di olio: le italiche (Baldacci III) e le Dressel 20 di produzione ispanica.
Infine, le anfore africane (I, II) destinate al trasporto non solo di olio, ma anche di salse di pesce. Tra quelle rinvenute figurano anche anfore Dressel 28, probabilmente di produzione locale, datate al I secolo a.C.